# Liczby taksówkowe
Liczba taksówkowa – najmniejsza liczba naturalna, która może być wyrażona jako suma sześcianów dwóch liczb naturalnych na n różnych sposobów. Zwykle oznaczana jest Ta(n) albo Taxicab(n). G.H. Hardy i E.M. Wright udowodnili, że takie liczby istnieją dla wszystkich dodatnich liczb całkowitych n. Jednakże dowód nie pomaga w wyznaczaniu kolejnych liczb Ta(n). Znanych jest dwanaście kolejnych liczb taksówkowych, choć tylko 6 zostało potwierdzonych.

## Etymologia
Nazwa nawiązuje do rozmowy między matematykami G.H. Hardym i Srinivasa Ramanujanem w 1919 roku. Według Hardy'ego:

Pamiętam, jak raz chciałem go (Ramanujana) odwiedzić, gdy leżał chory w Putney. Jechałem taksówką z numerem 1729. Powiedziałem mu, że ten numer jest raczej nieciekawy i mam nadzieję, że to nie był zły omen. – Nie – odparł – to jest bardzo interesujące; to najmniejsza (dodatnia) liczba wyrażalna jako suma dwóch sześcianów na dwa sposoby!

## Lista liczb taksówkowych

### Potwierdzonych
{\displaystyle \operatorname {Ta} (1)=2=1^{3}+1^{3}}
{\displaystyle {\begin{matrix}\operatorname {Ta} (2)&=&1729&=&1^{3}+12^{3}\\&&&=&9^{3}+10^{3}\end{matrix}}}
{\displaystyle {\begin{matrix}\operatorname {Ta} (3)&=&87539319&=&167^{3}+436^{3}\\&&&=&228^{3}+423^{3}\\&&&=&255^{3}+414^{3}\end{matrix}}}
{\displaystyle {\begin{matrix}\operatorname {Ta} (4)&=&6963472309248&=&2421^{3}+19083^{3}\\&&&=&5436^{3}+18948^{3}\\&&&=&10200^{3}+18072^{3}\\&&&=&13322^{3}+16630^{3}\end{matrix}}}
{\displaystyle {\begin{matrix}\operatorname {Ta} (5)&=&48988659276962496&=&38787^{3}+365757^{3}\\&&&=&107839^{3}+362753^{3}\\&&&=&205292^{3}+342952^{3}\\&&&=&221424^{3}+336588^{3}\\&&&=&231518^{3}+331954^{3}\end{matrix}}}
{\displaystyle {\begin{matrix}\operatorname {Ta} (6)&=&24153319581254312065344&=&582162^{3}+28906206^{3}\\&&&=&3064173^{3}+28894803^{3}\\&&&=&8519281^{3}+28657487^{3}\\&&&=&16218068^{3}+27093208^{3}\\&&&=&17492496^{3}+26590452^{3}\\&&&=&18289922^{3}+26224366^{3}\end{matrix}}}

### Prawdopodobnych
{\displaystyle {\begin{matrix}\operatorname {Ta} (7)&=&24885189317885898975235988544&=&2648660966^{3}+1847282122^{3}\\&&&=&2685635652^{3}+1766742096^{3}\\&&&=&2736414008^{3}+1638024868^{3}\\&&&=&2894406187^{3}+860447381^{3}\\&&&=&2915734948^{3}+459531128^{3}\\&&&=&2918375103^{3}+309481473^{3}\\&&&=&2919526806^{3}+58798362^{3}\end{matrix}}}
{\displaystyle {\begin{matrix}\operatorname {Ta} (8)&=&50974398750539071400590819921724352&=&299512063576^{3}+288873662876^{3}\\&&&=&336379942682^{3}+234604829494^{3}\\&&&=&341075727804^{3}+224376246192^{3}\\&&&=&347524579016^{3}+208029158236^{3}\\&&&=&367589585749^{3}+109276817387^{3}\\&&&=&370298338396^{3}+58360453256^{3}\\&&&=&370633638081^{3}+39304147071^{3}\\&&&=&370779904362^{3}+7467391974^{3}\end{matrix}}}
{\displaystyle {\begin{matrix}\operatorname {Ta} (9)&=&136897813798023990395783317207361432493888&=&41632176837064^{3}+40153439139764^{3}\\&&&=&46756812032798^{3}+32610071299666^{3}\\&&&=&47409526164756^{3}+31188298220688^{3}\\&&&=&48305916483224^{3}+28916052994804^{3}\\&&&=&51094952419111^{3}+15189477616793^{3}\\&&&=&51471469037044^{3}+8112103002584^{3}\\&&&=&51518075693259^{3}+5463276442869^{3}\\&&&=&51530042142656^{3}+4076877805588^{3}\\&&&=&51538406706318^{3}+1037967484386^{3}\end{matrix}}}
{\displaystyle {\begin{matrix}\operatorname {Ta} (10)&=&7335345315241855602572782233444632535674275447104&=&15695330667573128^{3}+15137846555691028^{3}\\&&&=&17627318136364846^{3}+12293996879974082^{3}\\&&&=&17873391364113012^{3}+11757988429199376^{3}\\&&&=&18211330514175448^{3}+10901351979041108^{3}\\&&&=&19262797062004847^{3}+5726433061530961^{3}\\&&&=&19404743826965588^{3}+3058262831974168^{3}\\&&&=&19422314536358643^{3}+2059655218961613^{3}\\&&&=&19426825887781312^{3}+1536982932706676^{3}\\&&&=&19429379778270560^{3}+904069333568884^{3}\\&&&=&19429979328281886^{3}+391313741613522^{3}\end{matrix}}}
{\displaystyle {\begin{matrix}\operatorname {Ta} (11)&=&2818537360434849382734382145310807703728251895897826621632&=&11410505395325664056^{3}+11005214445987377356^{3}\\&&&=&12815060285137243042^{3}+8937735731741157614^{3}\\&&&=&12993955521710159724^{3}+8548057588027946352^{3}\\&&&=&13239637283805550696^{3}+7925282888762885516^{3}\\&&&=&13600192974314732786^{3}+6716379921779399326^{3}\\&&&=&14004053464077523769^{3}+4163116835733008647^{3}\\&&&=&14107248762203982476^{3}+2223357078845220136^{3}\\&&&=&14120022667932733461^{3}+1497369344185092651^{3}\\&&&=&14123302420417013824^{3}+1117386592077753452^{3}\\&&&=&14125159098802697120^{3}+657258405504578668^{3}\\&&&=&14125594971660931122^{3}+284485090153030494^{3}\end{matrix}}}
{\displaystyle {\begin{matrix}\operatorname {Ta} (12)&=&73914858746493893996583617733225161086864012865017882136931801625152&=&33900611529512547910376^{3}+32696492119028498124676^{3}\\&&&=&38073544107142749077782^{3}+26554012859002979271194^{3}\\&&&=&38605041855000884540004^{3}+25396279094031028611792^{3}\\&&&=&39334962370186291117816^{3}+23546015462514532868036^{3}\\&&&=&40406173326689071107206^{3}+19954364747606595397546^{3}\\&&&=&41606042841774323117699^{3}+12368620118962768690237^{3}\\&&&=&41912636072508031936196^{3}+6605593881249149024056^{3}\\&&&=&41950587346428151112631^{3}+4448684321573910266121^{3}\\&&&=&41960331491058948071104^{3}+3319755565063005505892^{3}\\&&&=&41965847682542813143520^{3}+1952714722754103222628^{3}\\&&&=&41965889731136229476526^{3}+1933097542618122241026^{3}\\&&&=&41967142660804626363462^{3}+845205202844653597674^{3}\end{matrix}}}